# 백자 청화송죽인물문 항아리
백자 청화송죽인물문 항아리(白磁 靑畵松竹人物文 壺) 또는 백자 청화 소나무·대나무·인물무늬 항아리는 조선 16세기에 만들어진 청화 백자 항아리이다. 1978년 12월 7일에 대한민국 보물 제644호로 지정되었으며, 이화여자대학교 박물관에 소장되어 있다.

## 개요
조선 전기의 청화백자 중에서도 대표적인 작품으로 대담한 구도와 능숙한 필치가 특징이다. 동체 한쪽에 뻗은 소나무를 중심으로 좌측에는 동자(童子)와 그를 바라보는 인물, 우측에는 책이 놓인 탁자에 기댄 채 전면을 응시하는 한 선비의 모습이 그려져 있다. 이 선비의 앞에는 세 그루의 대나무가 뻗어있다. 섬세하면서도 뛰어난 필치로 그려졌으며 도학적(道學) 기풍이 잘 표현되었다. 또한 이는 화원 화가나 사대부 문인화가가 그렸을 것으로 추정된다. 인물의 묘사나 구도가 16세기 후반의 화풍과 유사하여 제작 시기 또한 16세기 후반으로 추정하고 있다.
비교적 높은 구연 아래로 둥근 어깨가 풍만하게 부풀어 있으며 급하게 좁아진다. 저부에는 살짝 벌어지고 높은 굽이 연결되어 있다. 이러한 형태는 백자 항아리에서도 드물다. 굽의 넓은 접지면에 내화토빚음 받침을 받쳐 번조하였으며 접지면 안쪽은 얕게 깎아냈다. 특히 굽의 형태는 조선 초기의 청화백자에서 흔히 보인다. 백색의 투명한 유약을 전면 시유하였으며 청화는 밝게 발색된 편이다.

## 참고 자료
- 백자 청화송죽인물문 항아리 - 국가유산청 국가유산포털
- 백자 청화 소나무·대나무·인물무늬 항아리[깨진 링크(과거 내용 찾기)] - 이화여자대학교 박물관

 본 문서에는 서울특별시에서 지식공유 프로젝트를 통해 퍼블릭 도메인으로 공개한 저작물을 기초로 작성된 내용이 포함되어 있습니다.